# Ahrendsberger Klippen

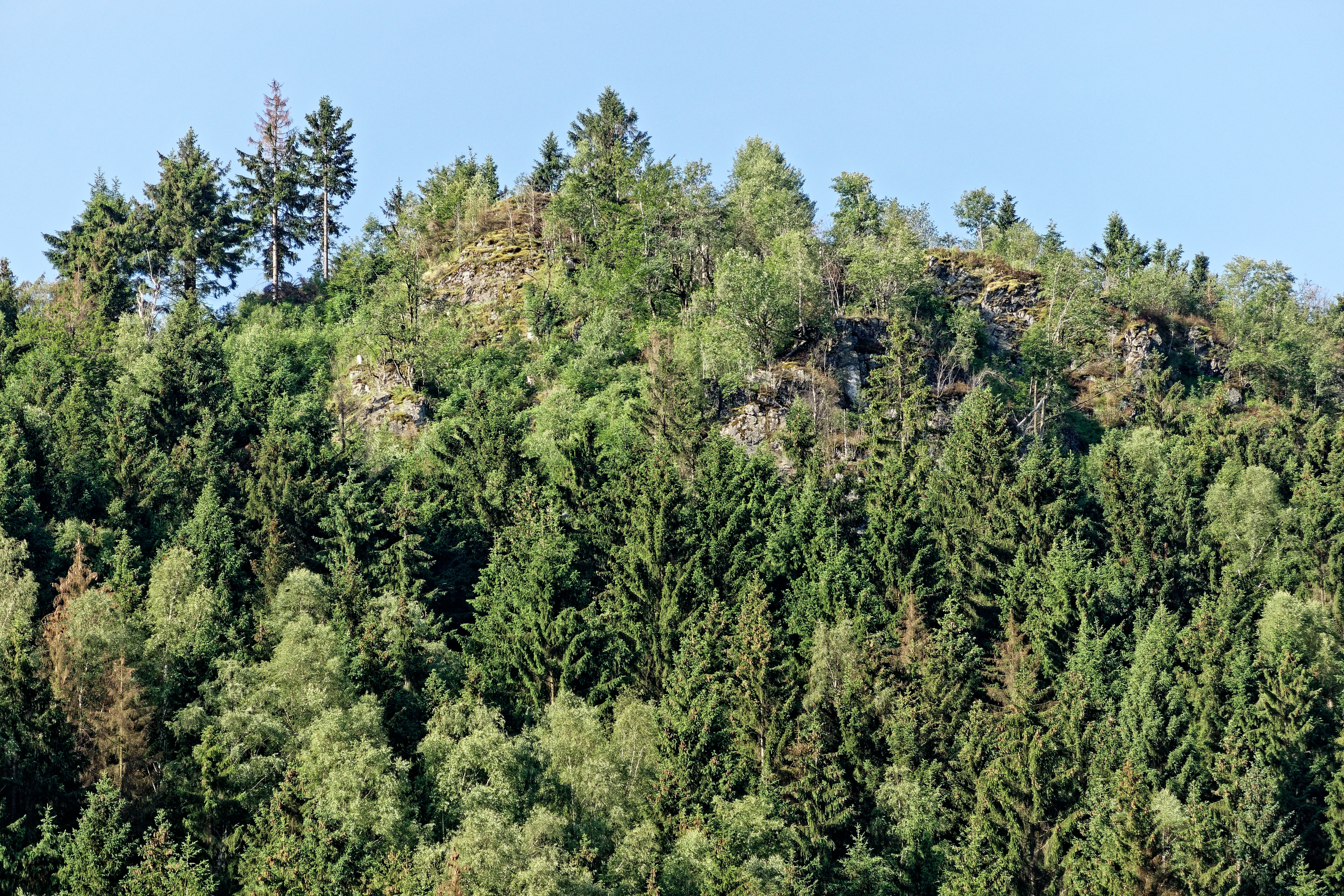
Ahrendsberger Klippen, Blick von der Romkerhalle aus

Die Ahrendsberger Klippen im Harz sind Granitfelsen, die etwa 200 m hoch über dem Tal der Oker aufragen. Sie bieten drei Aussichtspunkte: die untere Ahrendsberger Klippe, die obere Ahrendsberger Klippe und die Brocken-Klippe. Die Erhebungen liegen auf 586 m ü. NHN.
Sie stellen ein lohnendes Wanderziel mit schöner Aussicht dar und sind von Romkerhalle aus, von wo auch der kürzeste Wanderweg zu den Ahrendsberger Klippen beginnt, gut zu sehen.

## Lage
Unweit nördlich und westlich der Ahrendsberger Klippen verläuft die Bundesstraße 498.
Der kürzeste Wanderweg zu den Ahrendsberger Klippen beginnt in Romkerhalle, wo auch ein großer Parkplatz vorhanden ist. Von dort geht es den Jägerstieg entlang zu den ausgeschilderten Klippen. Nach etwas mehr als einem halben Kilometer besteht die Wahl zwischen einem kurzen und sehr steilen Weg oder einem deutlich längeren, weniger anstrengenden Aufstieg. Der steile Weg ist nur für trainierte Wanderer zu empfehlen.
Alternativ können die Klippen auch von der Staumauer der Okertalsperre erreicht werden. Der Weg führt zunächst über die Mauerkrone und dann am Ostufer des Stausees entlang in Richtung Forsthaus Ahrendsberg (Waldpädagogikzentrum). Im „Langen Tal“ biegen er dann links ab und führt zu den Felsklippen hinauf. Diese Strecke ist mit vier Kilometern zwar deutlich länger als der Aufstieg von Romkerhalle, dafür aber auch weniger herausfordernd.

## Stempelstelle der Harzer Wandernadel
Ein schmaler Serpentinenpfad führt von der Romkerhalle hinauf zur Halleschen Hütte. Dort befindet sich die Stempelstelle 119 der Harzer Wandernadel.
Eine detaillierte Wegbeschreibung für eine Rundwanderung und der zugehörige GPS-Track sind online verfügbar.